# Euastacus monteithorum
Euastacus monteithorum là một loài tôm nước ngọt trong họ Parastacidae. Chúng là loài đặc hữu của Australia.